# Fiat 680
Le Fiat 680 est le premier camion polyvalent italien, lié à la reconstruction du pays. C'est un modèle de camion porteur pouvant tracter une remorque, fabriqué par le constructeur italien Fiat V.I. de 1949 à 1952. 
Il sera le dernier de la grande famille des camions lourds Fiat V.I. à disposer de la cabine avancée Fiat avant l'arrivée de la fameuse  cabine "baffo" - à moustaches qui sera appliquée à tous les camions Fiat jusqu'en 1970.
Ce véhicule sera fabriqué pendant seulement 4 ans et sera remplacé par celui qui allait rester plus de 32 ans au catalogue Fiat, le Fiat 682 le Roi d'Afrique. Il couvre la tranche lourde de transport de 14 à 32 tonnes.

## Le Fiat 680 en synthèse
Au lendemain de la guerre, l'Italie se voit sanctionnée et interdire de fabriquer des camions à trois essieux ! Quel était l'intérêt des alliés dans cette sanction ? Personne ne le sait, mais le fait est que les constructeurs italiens ont dû, pendant de nombreuses années, jongler avec cette imposition, ce qui pourrait expliquer les multiples essieux simples rajoutés sur les ensembles routiers, double essieu directeur et essieu simple autodirecteur ajouté à l'arrière, enfin les fameux « milles pattes italiens ».
Le Fiat 680 joua un rôle de protagoniste dans la reconstruction du pays mais a été oublié dans l'esprit des transporteurs qui ont porté leur dévolu sur son successeur, le Fiat 682. Il remplaçait l'ancien Fiat 666N7 dont il dérivait en partie, il reprenait le concept de son châssis bien que sérieusement renforcé. Il était en concurrence directe avec les OM Orione et les Lancia Esatau. La cabine du "680" était celle du "666" modernisée. La nouvelle cabine sera réservée au successeur. 
Doté du moteur 6 cylindres en ligne Fiat 368 de 10 170 cm3 de cylindrée, il développait une puissance de 123 ch à seulement 1 800 tr/min et un couple maximum à seulement 900 tr/min. 
Comme toute la gamme Fiat V.I. de l'époque, et cela jusqu'en 1974, la conduite est à droite pour le marché italien, à gauche pour l'exportation, sauf Grande Bretagne. 
Décliné en porteur uniquement en version 4x2, il sera remplacé par le Fiat 682 en 1952.
Outil de travail sans problèmes, comme les Lancia 3RO, il sera beaucoup employé sur les chantiers de reconstruction. On lui attelait une remorque à 3 essieux de 18 tonnes, ce qui lui donnait un PTRA de 36 tonnes. Il sera également utilisé pour les transports exceptionnels de 120 tonnes. Quasiment tous les camions destinés aux chantiers ont été renforcés car, à l'époque, les contrôles de poids étaient rares et le camion se trouvait toujours en forte surcharge, souvent de 50 % !! 
De nombreux carrossiers italiens ont retravaillé ce modèle en lui ajoutant le troisième essieu autodirecteur arrière mais ont également présenté leur propre cabine sur le châssis d'origine Fiat V.I., comme Viberti, Cab, Bartoletti, Orlandi.
Une version particulière du châssis sera mise au service des carrossiers pour une utilisation en transport en commun, autobus et autocar, les Fiat 680RN de 10, 11, 12 et 18 mètres articulés. Son moteur a reçu une suralimentation et a été utilisé pour la marine et les chemins de fer. 
Il est dommage que ce modèle digne de grand intérêt soit tombé dans l'oubli et n'ait jamais eu la reconnaissance de ses utilisateurs. Peut être est-ce parce qu'ils ont aussi voulu oublier les rigueurs des lendemains de la guerre.
| Modèle                         | Années de production | Type moteur | Cylindrée cm3 | Puissance ch DIN | PTC en tonnes |
| ------------------------------ | -------------------- | ----------- | ------------- | ---------------- | ------------- |
| Fiat 680N                      | 1949 - 1952          | Fiat 368    | 10 170        | 123              | 14-18 / 36    |
| Fiat 680 CP 48 (4x4) Militaire | 1949 - 1953          | Fiat 368    | 10 170        | 123              | 12            |
| Fiat 682N                      | 1952 - 1953          | Fiat 368    | 10 170        | 140              | 14-18 / 36    |